# Pycnoschema andrei
Pycnoschema andrei är en skalbaggsart som beskrevs av Roger Paul Dechambre 1993. Pycnoschema andrei ingår i släktet Pycnoschema och familjen Dynastidae. Inga underarter finns listade i Catalogue of Life.